# Riceboro
Riceboro – miasto w Stanach Zjednoczonych, w stanie Georgia, w hrabstwie Liberty.